# Моршиха
Морши́ха (рос. Моршиха) — село у складі Макушинського округу Курганської області, Росія. 
Населення — 608 осіб (2010, 793 у 2002).
Національний склад станом на 2002 рік:
- росіяни — 85 %